# Веллі Тауншип (округ Армстронг, Пенсільванія)
Веллі Тауншип (англ. Valley Township) — селище (англ. township) в США, в окрузі Армстронг штату Пенсільванія. Населення — 656 осіб (2010).

## Демографія
Згідно з переписом 2010 року, у селищі мешкало 656 осіб у 257 домогосподарствах у складі 192 родин. Було 276 помешкань
Расовий склад населення:
| - 97,6 % — білих - 1,1 % — чорних або афроамериканців - 0,8 % — азіатів - 0,2 % — корінних американців |

До двох чи більше рас належало 0,5 %. Частка іспаномовних становила 0,2 % від усіх жителів.
За віковим діапазоном населення розподілялося таким чином: 21,6 % — особи молодші 18 років, 63,9 % — особи у віці 18—64 років, 14,5 % — особи у віці 65 років та старші. Медіана віку мешканця становила 42,9 року. На 100 осіб жіночої статі у селищі припадало 108,3 чоловіків;  на 100 жінок у віці від 18 років та старших — 113,3 чоловіків також старших 18 років.
Середній дохід на одне домашнє господарство  становив 65 642 долари США (медіана — 55 893), а середній дохід на одну сім'ю — 73 202 долари (медіана — 61 875). Медіана доходів становила 48 750 доларів для чоловіків та 27 212 долари для жінок. За межею бідності перебувало 4,0 % осіб, у тому числі 0,0 % дітей у віці до 18 років та 2,6 % осіб у віці 65 років та старших.
Цивільне працевлаштоване населення становило 370 осіб. Основні галузі зайнятості: освіта, охорона здоров'я та соціальна допомога — 27,8 %, будівництво — 15,1 %, транспорт — 13,8 %.